# Helmut Köpping
Helmut Köpping (* 1967 in Graz) ist ein österreichischer Kino- und Theaterregisseur. Er war von 1996 bis 2006 künstlerischer Leiter des Theater im Bahnhof in Graz, des größten professionellen freien Theaterensembles Österreichs.

## Theatrografie
- 2003: Regie für die Nestroygala mit Schallbert Gilet und Mia Zutz (Michael Ostrowski, Martina Zinner)
- 2007: Die Arland-Mysteries (am Schauspielhaus Graz)
- Die Ahnfrau (Grillparzer/Markart)
- Trakl (Georg Trakl Montage)
- Schüstin (Marquis de Sade)
- Weibsteufel (Schönherr)
- Wir bitten zum Tanz (Ostrowski, nach dem Film mit Hans Moser und Paul Hörbiger)
- Das Schiff der Träume (Austroversion nach Fellini)
- Der weisse Hai (Austroversion nach Spielberg)
- Der jüngste Tag (Ödön von Horváth)
- Der Drang (Franz Xaver Kroetz)
- Die Orangenpflücker (Uwe Lubrich)
- Fischwochen in Koproduktion mit den Bühnen Graz (Uwe Lubrich)
- Überall in der Badewanne, wo nicht Wasser ist... (Bühnen Graz)
- Barbecue Rednecks from outer space (Uwe Lubrich, Kurzstück)
- Wallisch Wandern (Gregor Stadlober) Wiener Festwochen
- Nicht einmal Hundescheisse (Pia Hierzegger, Rupert Lehofer), „Steirischer Herbst“
- Midlife Promotions eine Theaterserie in 6 Teilen
- Geidorf`s Eleven (Uraufführung) am Schauspielhaus Graz
- Der Zementgarten (2017) TaO-Theater am Ortweinplatz Graz und TiB

## Filmografie
- 2006: Kotsch
- 2014: Landkrimi – Die Frau mit einem Schuh (Schauspiel)
- 2016: Hotel Rock’n’Roll (Regie und Schauspiel)
- 2018: Landkrimi – Steirerkind (Schauspiel)
- 2020: Landkrimi – Steirerwut (Schauspiel)
- 2021: Landkrimi – Steirertod (Schauspiel)
- 2022: Der Onkel – The Hawk (Regie)
- 2024: Landkrimi – Steirergift (Schauspiel)
- 2024: Landkrimi – Steirermord (Schauspiel)

## Filmschauspielarbeiten
- Nacktschnecken (Michael Glawogger) Gerhard Loibnegger
- Contact High (M. Glawogger) Gerhard Loibnegger
- Das Vaterspiel (M. Glawogger)

## Bühnenschauspielarbeiten
- Joe in Magic Afternoon von Wolfgang Bauer (TiB),
- Vati Urbanek in Reich und Arm (TiB),
- Ein Jäger in „Alle Jäger Danke!“ (steir. Herbst 2001)

## Auszeichnung
- Nestroy-Theaterpreis für „LKH – eine Theatersoap“ 2002